# Castanheira (Mato Grosso)
Pour les articles homonymes, voir Castanheira.
Castanheira est une municipalité brésilienne située dans l'État du Mato Grosso.